# Yehuda Levi
Yehuda Levi (Petah Tikva, 29 de junho de 1979) é um ator, e modelo israelense. Sua carreira tomou maiores proporções em 2001, com a série Lechayey Ha'ahava. O ator é mais conhecido por ter interpretado o personagem Jagger no filme Yossi & Jagger (no Brasil, Delicada Relação).